# Dom Księży Emerytów Archidiecezji Warszawskiej
Dom Księży Emerytów Archidiecezji Warszawskiej – instytucja archidiecezji warszawskiej z siedzibą w Kiełpinie, zapewniająca miejsce zamieszkania, a także opiekę medyczną, emerytowanym księżom archidiecezji. 

## Historia
Po reformie administracyjnej Kościoła katolickiego w Polsce z 1992 roku, w wyniku której doszło do podziału archidiecezji warszawskiej, dotychczasowy archidiecezjalny Dom Księży Emerytów w Otwocku przeszedł pod jurysdykcję nowo powołanej diecezji warszawsko-praskiej, zaś podobna instytucja w Sochaczewie znalazła się w granicach diecezji łowickiej. Przez kolejnych 20 lat księża z archidiecezji nadal byli przyjmowani do domu w Otwocku.  W latach 2010–2013 na należącej do archidiecezji działce w Kiełpinie wybudowany został nowy Dom Księży Emerytów. 

## Charakterystyka
Funkcjonowanie domu finansowane jest ze składek duchowieństwa archidiecezji, z emerytur pensjonariuszy oraz ze środków pochodzących bezpośrednio z budżetu archidiecezji. Zamieszkanie w domu jest całkowicie dobrowolne. Kardynał Kazimierz Nycz, arcybiskup metropolita warszawski, zachęca podległych sobie księży, aby po przejściu na emeryturę w miarę możliwości pozostawali jako rezydenci w parafiach i tam służyli pomocą duszpasterską. Do domu w Kiełpinie trafiają tylko kapłani, którzy z różnych powodów, często ze względu na stan zdrowia, nie mogą lub nie chcą być już rezydentami. Co do zasady minimalny wiek pensjonariusza powinien wynosić 70 lat, jednak dopuszcza się wyjątki. 
Dom jest w stanie przyjąć jednocześnie 42 pensjonariuszy. Księża mieszkają w jednoosobowych pokojach lub segmentach, z własną łazienką i kuchnią lub aneksem kuchennym. W części wspólnej znajdują się m.in. kaplica, refektarz i sala rehabilitacyjna. Mieszkańcom zapewniana jest opieka adekwatna do ich stopnia samodzielności, w tym lekarska i pielęgniarska. Dyrektorem domu jest prezbiter archidiecezji, zaś reszta personelu składa się z sióstr albertynek oraz osób świeckich, a także z wolontariuszy. Patronem obiektu jest św. Albert Chmielowski. 